# ۲۸ عقاب
۲۸ عقاب یک ستاره است که در صورت فلکی عقاب قرار دارد.